# Hörmanns (Gemeinde Zwettl-Niederösterreich)
Hörmanns (früher auch Hermanns) ist eine Ortschaft in Niederösterreich und eine Katastralgemeinde der Stadtgemeinde Zwettl-Niederösterreich. Am 1. Jänner 2024 hatte die Ortschaft 78 Einwohner auf einer Fläche von 4,42 km².

## Geografie
Hörmanns liegt in einer Entfernung von etwa zehn Kilometern nordöstlich des Stadtzentrums von Zwettl. Der Ort verfügt über eine Haltestelle der Lokalbahn Schwarzenau–Zwettl–Martinsberg, deren Personenverkehr jedoch im Dezember 2010 eingestellt wurde.
Das Gemeindegebiet grenzt im Norden an die zur Marktgemeinde Echsenbach gehörenden Katastralgemeinden Gerweis und Großkainraths, östlich an Bernschlag (Stadtgemeinde Allentsteig) und Oberndorf, im Süden an Wildings und Germanns sowie im Westen an Kleinotten.

## Geschichte
Hörmanns wurde um 1270 als Hermannes zum ersten Mal urkundlich erwähnt. Der Name bedeutete „Siedlung eines Mannes mit dem Namen Herman“. Unweit von Hörmanns befand sich bis ins 17. Jahrhundert am Rande einer Vogelweide das Dorf Walthers, welches nach der Ansicht einiger Historiker der Geburtsort des mittelalterlichen Lyrikers Walther von der Vogelweide gewesen sein könnte.
Im Jahr 1822 wurde der Ort als Dorf mit 15 Häusern genannt, das nach Zwettl eingepfarrt war, wohin auch die Kinder eingeschult wurden. Die Herrschaft Zwettl besaß die Ortsobrigkeit und besorgte die Konskription. Die Landgerichtsbarkeit wurde von der Herrschaft Allentsteig ausgeübt und die Untertanen und Grundholde des Ortes gehörten den Herrschaften Stift Zwettl und St. Leonhard. Laut Adressbuch von Österreich waren im Jahr 1938 in Hörmanns ein Gastwirt, ein Gemischtwarenhändler, ein Schmied und mehrere Landwirte ansässig.
Gegenüber der Ortskapelle von Hörmanns wurde 1940 das Kriegerdenkmal von Oberndorf errichtet, auf dem auch die Gefallenen des Ersten Weltkriegs aus Kühbach aufgelistet sind. Auf einer weiteren Steintafel werden die Namen der im Zweiten Weltkrieg gefallenen Hörmannser genannt.